# 附屬中學前站
附屬中學前站（日语：／ Fuzokuchugakumae eki */?）是位於長野縣長野市大字南堀，長野電鐵的長野線車站。車站編號為N9。

## 歷史
- 1985年（昭和60年）3月14日 - 車站啟用[1]。
- 2012年（平成24年）2月1日 - 車站職員當值時間改為信州大學教育學部附屬長野小學與特別支援學校之上學日7:20至16:30，星期六、日與兩學校長假期期間之平日為整日無人當值。
- 2019年（令和元年）10月1日 - 當日起成為整日無人車站[2][注 1]。

## 車站構造
車站是一座地面車站，設有1面1線單式月台。曾經此站是有人車站，現時為無人車站。
此站鄰接信州大學教育學部附屬長野中學、信州大學教育學部附屬特別支援學校和信州大學教育學部附屬長野小學，車站大樓前方為附屬中學和附屬特別支援學校。在越過跨線橋後可到達附屬小學。

## 車站周邊
- 信州大學教育學部附屬長野中學（日语：信州大学教育学部附属長野中学校）[1]
- 信州大學教育學部附屬長野小學（日语：信州大学教育学部附属長野小学校）[1]
- 信州大學教育學部附屬特別支援學校（日语：信州大学教育学部附属特別支援学校）[1]

## 使用狀況
以下為近年1日平均乘車人次變化。
車站名稱取自車站鄰接的學校。而主要客源是這些學校的師生，師生們都使用定期票乘車。此站比鄰站B特急停車站朝陽站還要多人使用。在平日早上和黃昏時間最多人使用車站，其餘時間與非上學日會比較寧靜。
| 年度   | 一日平均 乘車人次 |
| ------ | ----------------- |
| 2005年 | 1,266             |
| 2006年 | 1,236             |
| 2007年 | 1,296             |
| 2008年 | 1,230             |
| 2009年 | 1,155             |
| 2010年 | 1,110             |
| 2011年 | 1,086             |
| 2012年 | 1,062             |
| 2013年 | 1,020             |
| 2014年 | 1,086             |
| 2015年 | 1,079             |
| 2016年 | 1,073             |
| 2017年 | 1,098             |
| 2018年 | 1,131             |
| 2019年 | 1,114             |

## 相鄰車站
長野電鐵
■長野線
■A特急、■B特急
通過
■普通
朝陽（N8）－附屬中學前（N9）－柳原（N10）

## 注腳

## 外部連結
- 附屬中學前站｜各站資訊 （页面存档备份，存于）（日語） - 長野電鐵